# علاج الأطفال نفسيا

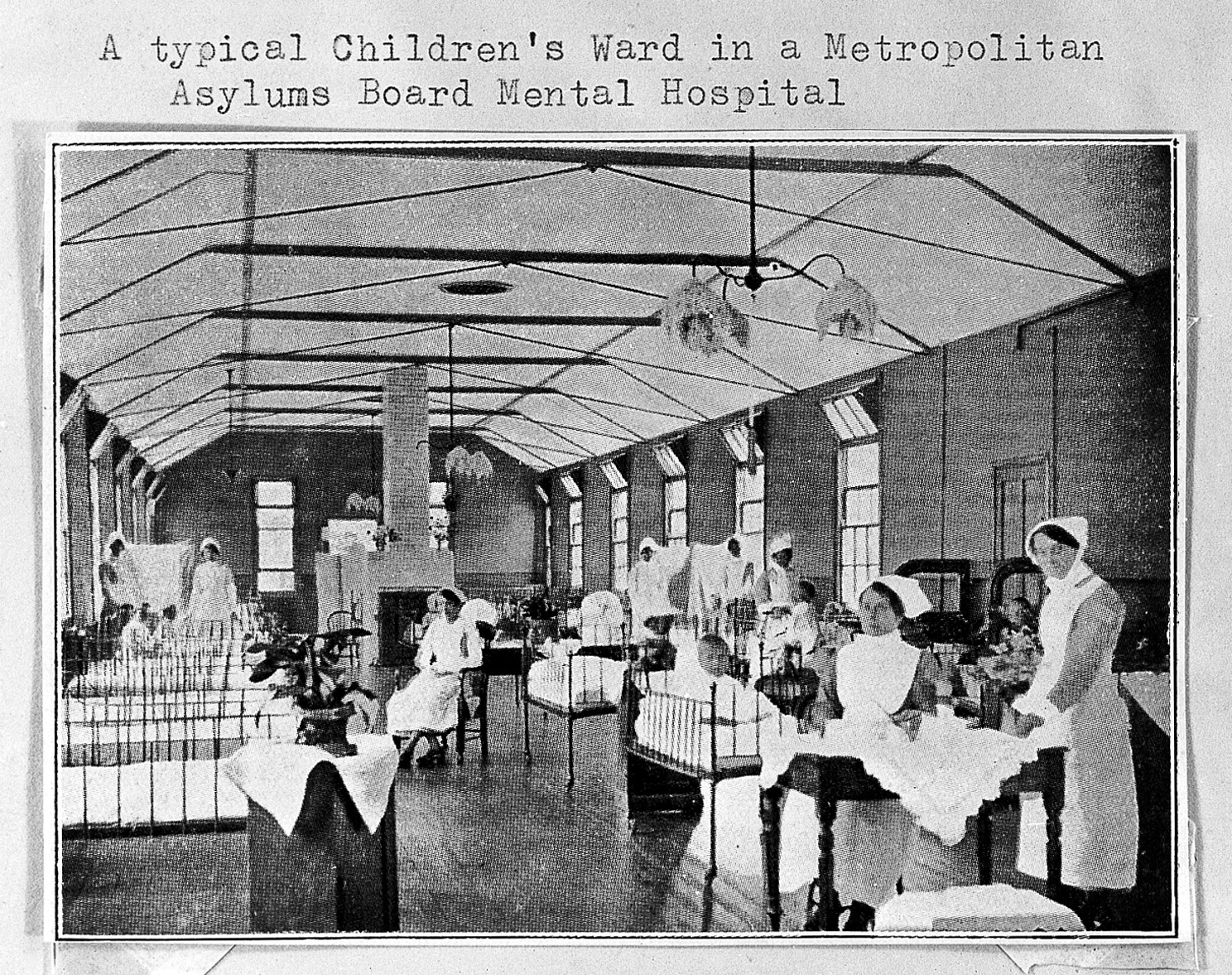
الصورة عبارة عن مصحة نفسية للأطفال في مدينة مترو بولس تُظهر عدد من الأطفال المصابين بأمراض نفسية

تختلف تدخلات الصحة النفسية للأطفال وفقًا للمشكلة التي تتم معالجتها والسن والخصائص الفردية الأخرى لكل طفل. وعلى الرغم من أن بعض هذه التدخلات تتشارك في بعض النُهج، فقد تختلف طرق العلاج عن بعضها البعض.
قد تختلف المصطلحات التي تصف علاجات الأطفال  من مكان لآخر في العالم، مع وجود اختلافات خاصة في استخدام مصطلحي «العلاج النفسي» و«التحليل النفسي». ولهذه الأسباب، ينبغي على القراء توخي الحذر بشكل خاص بشأن النظر في تعريفات المصطلحات في هذه المقالة.

## العلاج النفسي للأطفال والمراهقين القائم على الأدلة
هناك نُهج علاجية عديدة لمعالجة شواغل الصحة النفسية بين الأطفال والمراهقين. ويتم دعم بعض هذه النهج بأدلة علمية قوية في حين لا يتم دعم أخرى. وتم تقديم موجز مفصل عن تلك الأمور من قِبل جمعية علم النفس الأمريكية.

### العلاج النفسي القائم على العلاقة بين الوالدين والرضيع
إذا كان المسار الطبيعي للتعلق الآمن بين الوالدين والطفل قد تعطل، فإن العلاج النفسي القائم على العلاقة بين الوالدين والرضيع يُعتبر إحدى التقنيات التي يمكن استخدامها لاستعادة هذا الارتباط. وتطلب هذه التقنية علاقة ثلاثية الاتجاه بين الوالدين والطفل والمعالج. خلال الجلسات العلاجية يعبر الوالدين عن أفكارهما ومشاعرهما والتي تقوم على مجموعة من العوامل بما في ذلك:
1. تجارب الوالدين عندما كانا في مرحلة الطفولة
2. توقعات وآمال الوالدين لمستقبل طفلهما
3. علاقات الوالدين مع الآخرين

يكون دور المعالج بمثابة مراقب ومترجم للتفاعل بين الطفل ووالديه. ويمكن أن يشارك بعض آفكاره بشأن سلوك الطفل مع والدي الطفل وبذلك يقوم بتقديم أسلوب بديل للوالدين للتعامل مع الطفل. وتساعد هذه التقنية الآباء على حل القضايا العالقة بشأن تجارب الطفولة من أجل استعادة الارتباط الآمن مع الطفل. كما تساعد على تقليل مخاطر تطورات الأمراض النفسية للطفل في المستقبل.

## التحديات التي تواجه المعالجين
الأطفال الذين يخضعون للعلاج النفسي غالبًا ما يكونوا قد تعرضوا لعنف أسري أو غيره من التجارب المؤلمة الأخرى. وقد يكون علاج الأطفال المصابين بصدمات نفسية أمرًا صعبًا بشكل غير عادي للمعالج بسبب التعرض للصدمات بشكل غير مباشر. وهناك حاجة إلى الإشراف الانعكاسي لمنع الشعور بالعجز و«الميل للحماية الذاتية لرؤية حالات سريرية معقدة على أنها مستعصية»